# Estación de Tremp
Tremp es una estación ferroviaria situada en el municipio español homónimo, en la provincia de Lérida, comunidad autónoma de Cataluña. Dispone de servicios de Cercanías, atendidos por FGC y con circulaciones turísticas ocasionales bajo el nombre comercial Tren dels Llacs. La estación tuvo en 2018 un total de 10 264 usuarios que iniciaron el trayecto en la estación.

## Situación ferroviaria
Se encuentra ubicada en el punto kilométrico 76,561 de la línea férrea de ancho ibérico que une Lérida con Puebla de Segur, a 474 metros de altitud, entre las estaciones de Palau de Noguera y Salás del Pallars. El tramo es de vía única y está sin electrificar.

## Historia

### Orígenes
El trazado entre Lérida y Puebla de Segur estuvo proyectado inicialmente como una sección del llamado ferrocarril Baeza-Saint Girons, una gran línea internacional de 850 km de longitud que pretendía unir Baeza (Jaén) con el municipio francés de Saint-Girons (Ariège), pasando por Albacete, Utiel, Teruel, Alcañiz y Lérida. Para el tramo catalán se aprovecharía la línea Lérida-Balaguer y se prolongaría más allá de la frontera hispano-francesa, atravesando los Pirineos por el puerto de Salau.
En 1926, durante el régimen de Miguel Primo de Rivera se aprobó el llamado Plan de Ferrocarriles de Urgente Construcción, conocido por Plan Guadalhorce por el ministro que lo impulsó. Este plan preveía la construcción de miles de kilómetros de nuevas líneas férreas de carácter radial que debían mejorar las comunicaciones de aquellas áreas a las que el ferrocarril no había llegado durante el siglo XIX. Entre ellas se encontraba el ferrocarril Baeza-Saint Girons, cuya construcción se inició entre 1926 y 1928; en este sentido, Tremp sería estación prevista n.º 103 de la línea de FC de Baeza a Saint Girons por Utiel.
Los ferrocarriles de «Norte» se vieron beneficiados por las ayudas estatales que la dictadura de Primo de Rivera concedió a las compañías a través del Estatuto Ferroviario de 1924. Sin embargo, estas ayudas se cortaron bruscamente tras la proclamación de la Segunda República, en 1931. Durante el periodo republicano el ferrocarril español atravesó una época de grave crisis en general, aunque la compañía «Norte» logró mantener su independencia y su situación financiera.
El estallido de la Guerra Civil dejó la estación en zona republicana, siendo los comités obreros los se hicieron cargo de la situación ante la huida de dirigentes y consejeros. Ante la nueva situación, el gobierno republicano se incautó de la línea mediante un decreto de 3 de agosto de 1936, aunque en la práctica el control recayó en los comités de obreros y ferroviarios.
Al terminar la contienda en 1939, la situación era crítica: kilómetros de vías, puentes, estaciones, vagones y locomotoras habían sido destruidos durante la guerra, y buena parte del material superviviente se encuentra muy desgastado. El parque de coches de pasajeros y vagones de mercancías también estaba muy afectado por la guerra. Durante el período inmediato de posguerra, «Norte» se centró en la reconstrucción de la línea, instalaciones y material móvil. La compañía ferroviaria trató de volver a la situación anterior a la guerra, pero su situación económica era desastrosa, mientras que el nuevo estado franquista en principio no tocó su independencia.

### Bajo RENFE
En 1941, con la nacionalización de la red viaria, la línea pasó a ser gestionada por RENFE.
El ferrocarril no llegó a Tremp hasta 1950, con la inauguración del tramo Sellés-Tremp el 8 de septiembre de 1950. El tramo final hasta Puebla de Segur, no fue abierto al servicio hasta el 13 de noviembre de 1951. En 1962, por recomendación del Banco Mundial, el Estado español decidió detener la construcción de nuevas líneas férreas y concentrarse en la mejora de las ya operativas. Eso supuso que el gobierno paralizara el ferrocarril Baeza-Saint Girons; en la zona sur se desaprovechó el tramo entre Baeza y Utiel, cuya construcción estaba muy avanzada, y en el norte se descartó la interconexión con Francia. Consecuentemente, la línea que debería haber atravesado el corazón de los Pirineos finalizó en toperas en Puebla de Segur, a pesar de haber preparado ya el terreno para prolongarla hasta Sort.
El 1 de enero de 1985 estuvo previsto el cierre de la línea y sólo un acuerdo con la administración autonómica de Cataluña, la salvó de su cierre.
El 13 de diciembre de 2004, la comisión mixta de transferencias Estado-Generalidad, acuerda el traspaso a esta última de la línea.

### Bajo FGC
El 1 de enero de 2005, la Generalidad de Cataluña obtuvo la propiedad de la línea y su explotación mediante su operadora ferroviaria FGC. Renfe Operadora aún permaneció explotando la línea de forma compartida hasta 2016, en que lo hizo solamente FGC.
El 16 de mayo de 2009 se pone en funcionamiento el "Tren dels Llacs", nuevo servicio turístico de la línea que incluye la circulación de un tren histórico de forma regular entre mayo y octubre, salvo agosto.

## La estación
Se sitúa al oeste del núcleo urbano de la capital del Pallars Jussá. La estación contaba originariamente con cinco: la general (vía 1), una derivada a la derecha (vía 2), otra derivada a la izquierda (vía 3) y dos vías en topera, una a la derecha de la general (vía 4) que daba acceso al muelle de mercancías y otra vía en topera que conectaba con la vía 3 sentido Puebla de Segur. Existían dos andenes, el lateral se situaba a la derecha de la vía 2 en el lado del edificio de viajeros y el andén central se situaba entre las vías 1 y 3.
En 2000 se desmanteló la vía 2 y se amplió el andén lateral para acceder a la vía 1. El edificio de viajeros y el muelle de carga se conservaron. En 2006 se renovó el andén y la vía 3, que se encontraba casi desaparecida entre la vegetación.
Como consecuencia de la renovación, la estación actual dispone de dos vías, la general (vía 1) y una desviada a la izquierda (vía 3). El amplio andén lateral se sitúa a la derecha de la vía 1 y está dotado de marquesina y un refugio con bancos. El andén central se halla entre las vías 1 y 3 y es accesible por un paso a nivel. El edificio de viajeros consta de dos alturas, siendo de características similares al de Puebla de Segur, albergando un bar. Destaca la antigua señalización mecánica para regular la circulación y que habitualmente no se utiliza. Una gran parte del antiguo muelle de carga está dedicado a aparcamiento.
La estación de autobuses se halla en sus proximidades.

## Servicios ferroviarios

Recorrido de la línea Lérida-Puebla de Segur en Cataluña

Los trenes con los que opera Ferrocarriles de la Generalidad de Cataluña enlazan la estación principalmente con Lérida, Balaguer y Puebla de Segur. Circulan entre dos y cuatro trenes por sentido.
Las unidades habituales son las de la Serie 331 de FGC, fabricados por Stadler Rail en Zúrich, siendo probadas en las instalaciones de Plá de Vilanoveta. Entraron en servicio el 17 de febrero de 2016, mediante la unidad 333.01 en su primer servicio entre Lérida y Puebla de Segur, sustituyendo a los antiguos TRD de la serie 592 de Renfe.
Debido al carácter turístico de la línea se ofrecen ocasionalmente los sábados, entre los meses de abril y octubre, un servicio de ida y vuelta entre Lérida y Puebla de Segur, conocido como el Tren dels Llacs. Estos servicios se componen de dos locomotoras n.º 10820 y 10817 diésel de la serie 308 de RENFE (conocidas como "Yé-yé") más seis coches de viajeros de la serie 6000 (uno de ellos con cafetería) y un coche furgón postal de apoyo. Existe una tercera locomotora Garrat de vapor 282-F-0421 conocida como "La Garrafeta" actualmente en reparación.
Algunos de los sábados del citado periodo circula, en lugar de los anteriores, un tren GTW panorámico de la serie 331 de Stadler a un precio más asequible. Todas las circulaciones de trenes turísticos tienen parada facultativa en la estación.
| origen/destino  | anterior/siguiente | Línea | siguiente/anterior | destino/origen  |
| --------------- | ------------------ | ----- | ------------------ | --------------- |
| Lérida Pirineos | Palau de Noguera   |       | Salás del Pallars  | Puebla de Segur |